# Акакий Амидский
Ака́кий (лат. Acacius, ум. 425) — епископ Амиды в 400—425 гг. Почитается как святой в лике святителей, в Православной церкви память 9 апреля (по юлианскому календарю), в Католической церкви — 9 апреля.
В 419 году по указанию императора Феодосия II был направлен послом к персидским христианам. Во время его визита был созван церковный собор в Селевкии-Ктесифоне (420 год), на котором персидская церковь приняла постановления Первого Вселенского собора и ряда поместных соборов (Анкирского, Неокесарийского, Гангрского, Антиохийского и Лаодикийского). По возвращении Акакий с согласия клира в 422 году продал священные суда церкви, чтобы выкупить 7000 персидских пленных, которых византийские воины не хотели отпускать, но и не могли прокормить.